# Platymischos atriventris
Platymischos atriventris är en stekelart som först beskrevs av Maurice Pic 1914.  Platymischos atriventris ingår i släktet Platymischos och familjen brokparasitsteklar. Inga underarter finns listade i Catalogue of Life.